# Maarja Kivi

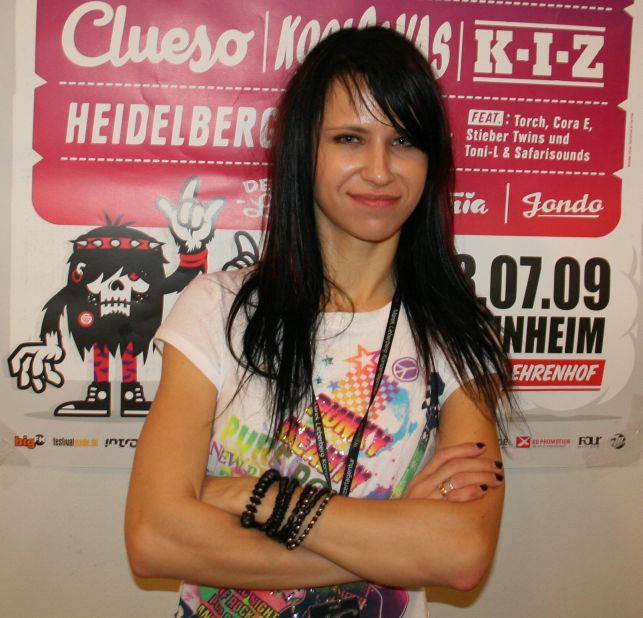
Marya Roxx (2009)

Maarja Meriste-Kivi (* 18. Januar 1986 in Tallinn) ist eine estnische Sängerin und Bassistin. International bekannt wurde Kivi ab November 2003 als Frontsängerin und Bassistin der Pop-Rock-Girlgroup Vanilla Ninja. Seit 2005 ist sie als Solokünstlerin aktiv, ab Dezember 2007 unter dem Künstlernamen Marya Roxx.
Seit 2020 arbeitet sie wieder als Maarja Kivi und hat ihren Künstlernamen abgelegt.

## Karriere

### 2002–2003: Beginn der Karriere und Teilnahme am Eurolaul
Kivi begann ihre musikalische Laufbahn mit drei Teilnahmen am estnischen Gesangswettbewerb ETV – Laulukarussell, bei dem sie in den Jahren 1993, 1994 und 1998 in ihrer Altersklasse als Siegerin hervorging. Am 26. Januar 2002 nahm sie am Eurolaul 2002, der estnischen Vorausscheidung für den Eurovision Song Contest 2002, teil. Mit dem Lied A Dream belegte sie den siebten Platz. So wurde der Manager Peep Veedla auf sie aufmerksam. Er sollte für die Plattenfirma TopTen eine Girlgroup zusammenstellen. Im Sommer 2002 wurde Kivi Mitglied von Vanilla Ninja.
Auf den ersten beiden Alben der Band, Vanilla Ninja (2003) und Traces of Sadness (2004), war sie in nahezu allen Songs als Leadsängerin zu hören. Nach ersten Erfolgen in ihrem Heimatland feierte sie mit der Band ab Ende 2003 speziell im deutschsprachigen Raum Erfolge.

### 2004–2010: Soloprojekte
Im Juli 2004 verließ sie die Band. Grund für ihren Ausstieg war ein Baby, das sie von ihrem Mann und Tourmanager Renée Meriste erwartete. Nach der Geburt ihrer Tochter startete Kivi Ende 2005 ihre Solokarriere. Zusammen mit David Brandes, dem ehemaligen Produzenten von Vanilla Ninja, nahm sie ihre Debütsingle Could You auf. Am 1. September folgte ihre zweite Single Shine It On.
Nachdem der Erfolg ausblieb, trennte sie sich von Icezone Music. Im Sommer und Herbst 2007 nahm sie mit Kevin „The Cave“ Shirley und Paul Crook (Gitarre), Scott Metaxas (Bass) sowie Brian Tichy (Schlagzeug) in Malibu/CA (USA) das Debütalbum Payback Time auf, das 2009 veröffentlicht wurde. Ihren Künstlernamen änderte sie im Dezember 2007 von „Maarja“ in „Marya Roxx“, weil bereits Maarja-Liis Ilus als Maarja bekannt war. Am 25. Januar 2008 erfolgte die Premiere der Single 21?!, unter neuem Namen und Management, welche auf einem Luxemburger Radiosender erstmals gespielt wurde. Dem deutschen Publikum stellte sich Marya im Sommer 2009 im Vorprogramm der Sängerin LaFee vor. Am 7. November 2009 startete sie ihre Großbritannien-Tour, wo sie in verschiedenen Clubs in den United Kingdoms auftrat. 2010 gab Marya Roxx Konzerte in Prag, Wien und in der Schweiz als Vorgruppe von Skindred.

### Seit 2011: Neustart
Seit 2011 lebt Kivi in Los Angeles. Am 11. September 2011 veröffentlichte Roxx die Single Blinded. Dies ist ihre erste Veröffentlichung nach der EP 21 im Jahr 2008. Am 9. November 2011 veröffentlichte sie den Song Tie Your Mother Down als Downloadsingle. Im Februar 2015 wurde die EP Land of Dreams veröffentlicht.
Am 8. September 2020 erschien ihre neue Single Victorious, mit der sie als Maarja Kivi auftritt.

## Privates
Seit Oktober 2004 ist sie mit Renee Meriste verheiratet, dem früheren Manager von Vanilla Ninja. Im September 2004 kam ihre Tochter zur Welt.

## Diskografie

### Studioalben
- 2009: Payback Time

### EPs
- 2008: 21?!
- 2015: Land of Dreams[6]

### Singles
| Jahr | Titel Album   | Höchstplatzierung, Gesamtwochen, AuszeichnungChartplatzierungen (Jahr, Titel, Album, Platzierungen, Wochen, Auszeichnungen, Anmerkungen) | Höchstplatzierung, Gesamtwochen, AuszeichnungChartplatzierungen (Jahr, Titel, Album, Platzierungen, Wochen, Auszeichnungen, Anmerkungen) | Höchstplatzierung, Gesamtwochen, AuszeichnungChartplatzierungen (Jahr, Titel, Album, Platzierungen, Wochen, Auszeichnungen, Anmerkungen) | Anmerkungen                              |
| Jahr | Titel Album   | DE | AT | CH | Anmerkungen                              |
| ---- | ------------- | --- | --- | --- | ---------------------------------------- |
| 2006 | Could You –   | DE47 (7 Wo.)DE | — | CH35 (5 Wo.)CH | Erstveröffentlichung: 20. Januar 2006    |
| 2006 | Shine It On – | DE48 (5 Wo.)DE | AT53 (3 Wo.)AT | — | Erstveröffentlichung: 15. September 2006 |

Weitere Singles
- 2011: Blinded
- 2011: Tie Your Mother Down
- 2020: Victorious